# Michael Bastian Weiß

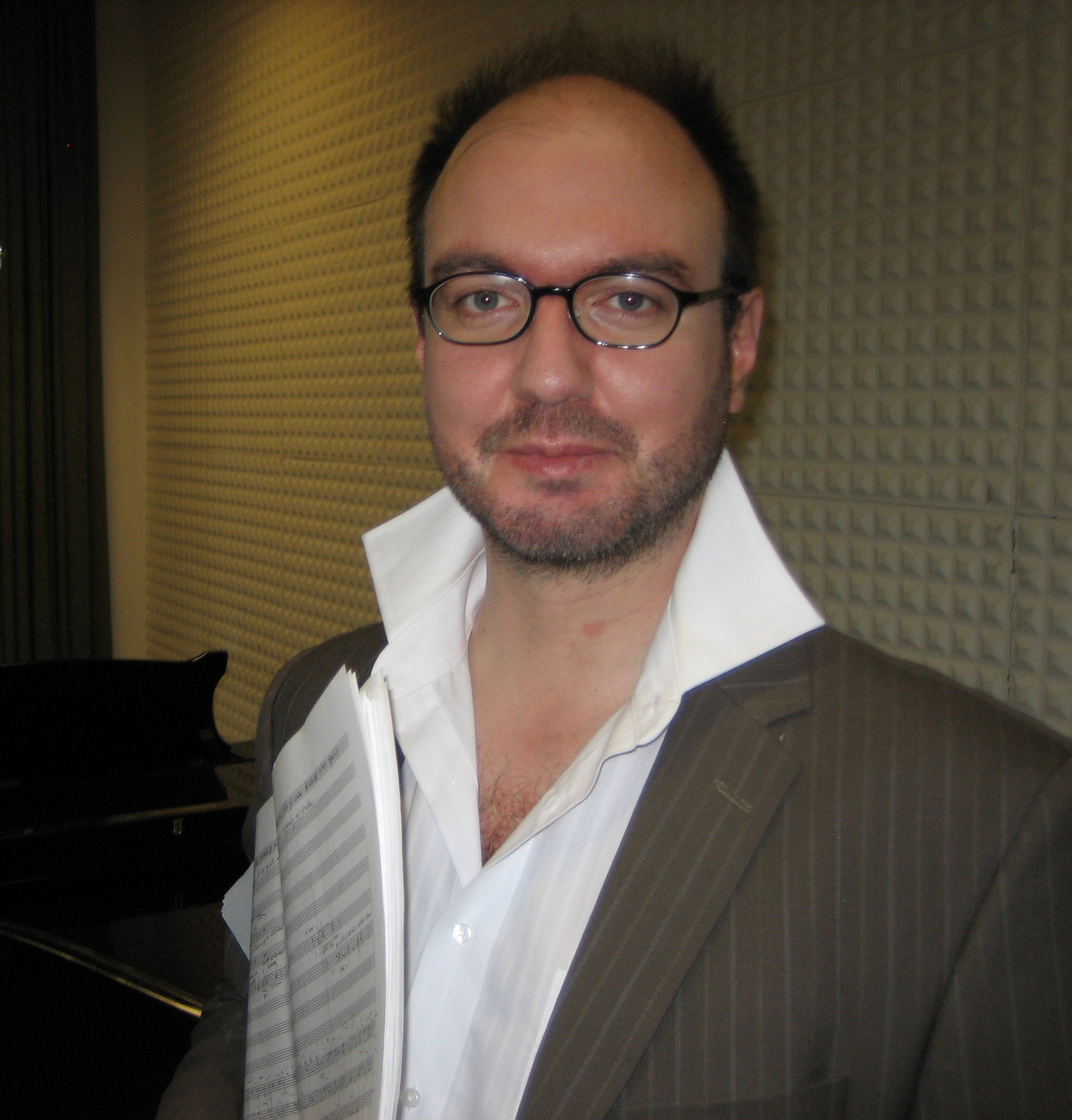
Michael Bastian Weiß (2009)

Michael Bastian Weiß (* 30. August 1974 in Deggendorf) ist ein deutscher Komponist und Philosoph.

## Leben
Weiß studierte er ab 1995 an der Ludwig-Maximilians-Universität in München Musikwissenschaft (Magisterarbeit über mittelalterliche Autortheorie, 1999). Er promovierte 2004 an der Philosophischen Fakultät mit einer Arbeit über die Entstehung der philosophischen Ästhetik im 18. Jahrhundert. Zeitgleich studierte er Komposition bei Hans-Jürgen von Bose und erwarb 2005 das künstlerische sowie 2007 das Meisterklassendiplom.
Als Komponist hat Weiß Werke für vokale sowie instrumentale Besetzungen verfasst, darunter großes und kleines Orchester, verschiedene kammermusikalische Ensembles sowie für das Musiktheater. Noch während des Studiums wurde sein Opernprojekt Vielleicht war ich ein Azteke, zu dem er selbst das Libretto schrieb, von der Ersten Internationalen Opernwerkstatt Schloß Rheinsberg ausgezeichnet. Es folgten unter anderem Kompositionsaufträge des Adevantgarde-Festivals, der Siemens-Kulturstiftung sowie des Festivals „Les muséiques“ Basel. Er war Stipendiat der Studienstiftung des Deutschen Volkes und erhielt den Deggendorfer Kulturpreis sowie das Musikstipendium der Landeshauptstadt München. Seine Debüt-CD mit Stücken für Tasteninstrumente wurde 2009 von Zeit Online unter den „Besten Alben des Jahres“ geführt. Seine Werke erscheinen im Musikverlag V. Nickel, München.
Seit 2005 lehrt Weiß als Privatdozent Philosophie an der Ludwig-Maximilians-Universität München Er führt dort Lehrveranstaltungen durch zur theoretischen und praktischen Philosophie Immanuel Kants und zur Philosophie des Deutschen Idealismus, zu Ästhetik und Kunstphilosophie sowie zur Philosophie zur Moderne. Zudem unterrichtet er seit 2007 als Philosoph und Komponist in wechselnden interdisziplinären Konstellationen (u. a. Musikwissenschaft, Literaturwissenschaft sowie Kunst- und Filmgeschichte). Weiß arbeitet vor allem zu Fragen der Ästhetik sowie zum Deutschen Idealismus, besonders zu Fichte, Schelling und Hegel sowie zur modernen Philosophie. Vorträge hielt er u. a. in Frankreich, Belgien, Österreich, Schweiz und Georgien. Dazu publizierte er Lexikonartikel und Aufsätze über philosophische sowie musik- und literaturwissenschaftliche Themen. 2016 habilitiert er mit einer Arbeit über die theoretische Spätphilosophie Johann Gottlieb Fichtes. Von 2008 bis 2011 war Weiß wissenschaftlicher Koordinator und Dozent eines geisteswissenschaftlichen Studiengangs innerhalb des Elitenetzwerks Bayern. Seit 2019 ist er Akademischer Oberrat.
Zudem schreibt Weiß seit 1995 als Konzertkritiker für das Feuilleton der Landshuter Zeitung, seit 1998 als CD-Rezensent für „Klassik heute“ sowie seit 2014 für die Münchner „Abendzeitung“. Außerdem schrieb er u. a. für „Applaus“, die Neue Musikzeitung, „Rondo“, „amadeo“ sowie für freie Konzertagenturen. Seit 2010 erscheinen in unregelmäßigen Abständen Satiren im Satiremagazin „Titanic“ (Briefe an die Leser, Humorkritik, Vom Fachmann für Kenner).

## Musikalische Werke (Auswahl)
- Das Erscheinen des spinozistischen Gottes. Kantate für Bass solo op. 23 (2018)
- Streichquartett Nr. 1 „How do you do“ op. 22 (2018/19)
- Etüden über drei nur aufeinander bezogene Töne für Klavier solo op. 21 (2017/18)
- Sonate für Violine solo op. 20 (2017)
- Der Mensch, diese seltene Erde für Blechbläserquintett op. 19 (2015, UA beim ADevantgarde-Festival)
- Leichte Lieder nach Epigrammen von Erich Kästner für Singstimme und Klavier, Mundharmonika und chinesische Rezitationsplättchen op. 18 (2014/17)
- Minuten. Lieder für hohe Stimme und Klavier op. 17 (2012)
- Clemens Krauss, Acht Gesänge für Sopran nach Gedichten von Rainer Maria Rilke, Instrumentation für Orchester (2017/18, UA mit Petra Lang, Paris 2018)
- Fünf romantische Lieder für Mezzosopran und Klavier op. 16 (2011)
- Sudelbuch nach Texten von Georg Christoph Lichtenberg für Mezzosopran solo op. 15 (2011)
- Sonate über die Dunkelheit (Fragmenta Missarum pro Defunctis). CD, Neos 2009
- Urworte, thaletisch. Für Flöte, Klavier, Schlagzeug und Sprecher op. 14 (2008)
- Sonate über die Dunkelheit. Für Cembalo solo (Symphonie Nr. 2) op. 13 (2006)
- Erscheinung des Jupiter. Studie über Musik von Mozart und von Bose für Orchester op. 12 (2005, alternative Versionen für Violoncello und Klavier/Violine und Klavier)
- Vielleicht war ich ein Azteke. Oper (seit 2002)
- Pentatomie. Für Klarinette/Bassklarinette, Violoncello und Klavier op. 11 (2004)
- Malafrantzoß. Ensalada für Mezzosopran und Renaissance-Instrumente op. 10 (2003)
- Geistervariationen von Robert Schumann. Instrumentation für kleines Orchester mit eigenen Meditationen op. 8 (2005)
- Fragmentae missarum pro defunctis. Für Klavier solo und großes Orchester op. 7 (2000 / 2001)
- Petite Symphonie Parisienne. Für Flöte, Violine und Celesta op. 6 (1997 / 2002)
- Niklas. Autopoietische Unterhaltungs- und Trauermusik für Violoncello solo und kleines Orchester op. 3 (1997)
- Wenn nämlich der Rebe Saft. Arie nach Friedrich Hölderlin für Septett op. 2 (1996–2000)

## Texte
- Vielleicht war ich ein Azteke. Libretto zu seiner Oper, in: Siegfried Mathus (Hrsg.), Opern des 21. Jahrhunderts. Libretti, Rheinsberg 2004, S. 31–46.
- Leben als Leben. Johann Gottlieb Fichtes späte Wissenschaftslehre. Würzburg: Ergon (ersch. im Frühjahr 2019).
- Mildred Galland-Szymkowiak/Maxime Chédin/Michael Bastian Weiß (Herausgeber:): Fichte – Schelling: Lectures croisées/Gekreuzte Lektüren. Würzburg: Ergon 2010.
- Der Autor als Individuum. Die Wende zum Subjekt in Ästhetik und Kunst des 18. Jahrhunderts. Hildesheim: Olms 2007 (Europaea Memoriae).